# Deji Aliu
Deji Aliu (Lagos, 22 november 1975) is een Nigeriaanse sprinter. Hij nam driemaal deel aan de Olympische Spelen en won hierbij één bronzen medaille.
Hij komt uit een gezien van zeven kinderen (vier jongens en drie meisjes). Zijn vader is een voormalig legerofficier en zijn moeder huisvrouw. Zijn broer Musa Deji is ook een atleet.
Zijn eerste internationale wedstrijd was het WK junioren 1992 in Seoel. Hier won hij op de 4 x 100 m estafette met zijn teamgenoten Tony Ogbeta, Uche Olisa en Paul Egonye een bronzen medaille (39,88 s). Twee jaar later wint hij op de eerste Afrikaanse junioren kampioenschappen in Algiers de 100 m (10,61 s) en de 200 m (21,34 s). Op het WK junioren 1994 in Lissabon won hij de 100 m en werd tweede op de 200 m.
Op de Olympische Spelen van 2000 in Sydney sneuvelde hij in de halve finale met 10,32 seconden. Op de Gemenebestspelen in 2002 maakte Aliu ook onderdeel uit van het Cubaanse team. Samen met Innocent Asonze, Francis Obikwelu en Daniel Effiong won hij een bronzen medaille op de 4 x 100 meter estafette. Later werd dit team alsnog gediskwalificeerd toen bleek dat Innocent Asonze in juni 1999 niet door een dopingtest heen kwam.
In 2003 won hij de 100 m bij de Afrikaanse Spelen. Op het WK 2003 in Parijs behaalde hij voor het eerst de finale en wordt hier vijfde op de 100 m. Op de 4 x 100 m wordt hij in Parijs wereldkampioen met zijn teamgenoten Olusoji Fasuba, Uchenna Emedolu en zijn broer Musa Deji. In december 2003 trouwde hij met zijn vrouw (eveneens atlete) Muti Aina.
Op de Olympische Spelen van 2004 in Athene sneuvelde hij voor de finale. Op de 4 x 100 m estafette won hij een bronzen medaille met zijn teamgenoten Aaron Egbele, Uchenna Emedolu en Olusoji Fasuba achter de Britse ploeg (goud) en de Amerikaanse ploeg (zilver). WK 2005 in Helsinki werd hij in de kwalificatieronde uitgeschakeld met een tijd van 39,29 seconden.

## Titels
- Wereldjeugdkampioen 100 m - 1994
- Afrikaanse jeugdkampioenschappen 100 m - 1994
- Afrikaanse jeugdkampioenschappen 200 m - 1994
- Nigeriaans kampioen 100 m - 2002, 2003

## Persoonlijke records
Outdoor
| Onderdeel | Prestatie | Datum           | Plaats |
| --------- | --------- | --------------- | ------ |
| 100 m     | 9,95 s    | 12 oktober 2003 | Abuja  |
| 200 m     | 20,25 s   | 10 juni 2002    | Athene |

Indoor
| Onderdeel | Prestatie | Datum            | Plaats |
| --------- | --------- | ---------------- | ------ |
| 50 m      | 5,61 s    | 21 februari 1999 | Liévin |
| 60 m      | 6,48 s    | 21 februari 1999 | Liévin |

## Palmares

### 60 meter
- 1999: 5e Afrikaans kampioenschappen (indoor) - 6,48 s
- 1999: 5e WK indoor - 6,58 s
- 2001: DSQ WK indoor
- 2003: 8e WK indoor - 6,72 s

### 100 meter
Kampioenschappen
- 1994:  Afrikaanse jeugdkampioenschappen - 10,61 s
- 1994:  WK junioren - 10,21 s
- 2003:  All-Africa Games - 9,95 s
- 2003: 5e WK - 10,21 s

Golden League-podiumplekken
- 2001:  Golden Gala – 10,19 s
- 2003:  Meeting Gaz de France – 10,07 s

### 200 meter
- 1994:  WK junioren - 20,88 s
- 1994:  Afrikaanse jeugdkampioenschappen - 21,34 s

### 4 x 100 m estafette
- 1999: DSQ WK
- 2003: 4e WK - 38,89 s
- 2004:  OS - 38,23 s